# Volksbank Worpswede
Die Volksbank Worpswede eG ist eine Genossenschaftsbank mit Sitz in der niedersächsischen Gemeinde Worpswede im Landkreis Osterholz.

## Geschichte
Die heutige Volksbank Worpswede eG wurde am 14. Dezember 1933 als Spar- und Darlehnskasse Worpswede gegründet und hat sich bis heute ihre Eigenständigkeit bewahrt. Mit Eintragung vom 9. Oktober 1975 wurde die Firmierung in die bis heute gültige geändert.

## Rechtsverhältnisse
Die Volksbank Worpswede eG ist im Genossenschaftsregister beim Amtsgericht Walsrode unter GnR 120013 eingetragen.

## Organisationsstruktur
Rechtsgrundlagen sind das Genossenschaftsgesetz und die durch die Generalversammlung beschlossene Satzung. Organe der Bank sind der Vorstand, der Aufsichtsrat und die Generalversammlung.

## Sicherungseinrichtung
Die Volksbank Worpswede eG ist der amtlich anerkannten Sicherungseinrichtung des Bundesverbandes der Deutschen Volksbanken und Raiffeisenbanken GmbH und der zusätzlichen freiwilligen Sicherungseinrichtung des Bundesverbandes der Deutschen Volksbanken und Raiffeisenbanken e.V. angeschlossen.

## Geschäftsausrichtung
Die Volksbank Worpswede eG betreibt das Universalbankgeschäft. Im Verbundgeschäft arbeitet sie mit der DZ Bank, R+V Versicherung, Bausparkasse Schwäbisch Hall, Teambank, VR Leasing,  DZ Hyp und der Union Investment zusammen.

## Geschäftsgebiet
Das Geschäftsgebiet liegt im Osten des Landkreises Osterholz.
An diesen Orten betreibt die Bank Filialen:
- Worpswede (Hauptstelle, jur. Sitz)
- Hüttenbusch (Geschäftsstelle)